# Стрыйковский, Матей
Мате́й Стрыйко́вский (Матве́й; Ма́чей; пол. Maciej Stryjkowski, лат. Matthias Strycovius; 1547, Стрыков, Польша — между 21 октября 1586 и 1593) — польский историк, поэт, писатель и дипломат, католический священник (капеллан). Первый историограф Великого княжества Литовского.

## Биография
Происходил из обедневшей шляхетской или мещанской семьи. Родился в городе Стрыков около Лодзи, в Мазовии. Дата рождения — 1547 год — известна из подписи к портрету автора, помещённом в первом издании его хроники. Вследствие полученного ещё в детстве удара по голове колоколом Матей Стрыйковский заикался — это обстоятельство усложняло общение с окружающими и стало причиной множества комплексов. Его отец — Якуб, — вероятно, был возным в суде. В 1553 году его отдали на обучение в приходскую школу в Бжезинах, где он учился девять лет. Окончив приходскую школу, Матей Стрыйковский поступил учиться в Краковский университет, который окончил в 1569 году.
В 1563 году приехал в Великое княжество Литовское, в войске которого, вероятно, служил до 1573 года. В армии был «рыскуном» (разведчиком), возможно, участвовал во взятии Уллы (август 1568) и обороне Витебска (сентябрь 1568). Начальником Стрыйковского был ротмистр Александр Гваньини из Вероны — наверняка Матей научился делать планы и рисунки замков и крепостей именно от него. В солдатских путешествиях по обширной территории Великого княжества Литовского он собирал материалы для своих будущих произведений, посещал памятники прошлого: руины замков, курганы, поля битв и давал их описание в своих произведениях.
Рукопись Стрыйковского — историко-географическую зарисовку Литвы, Пруссии, Ливонии и Русского государства, подготовленную к печати, взял для прочтения Александр Гваньини и не вернул её. Книга вышла в свет в 1578 г. в Кракове, но под фамилией Гваньини, и получила большой резонанс в Европе. Тогда Стрыйковский подал протест королю, добиваясь не только суда над виновным, но и публичного признания собственного авторства. Таковое король признал в грамоте от 14 июля 1580 г., но и после этого книга неоднократно переиздавалась под фамилией итальянца — в 1581 г. в Спире, годом позже в Базеле, затем во Франкфурте. Имели место ещё более поздние издания.
В 1572—1574 Матей Стрыйковский, навсегда распрощавшись с военной службой, несколько раз побывал в Польше — в Люблине, а затем в Кракове. В 1574—1575 годах он входил в состав посольства А. Тарановского в Стамбуле в качестве художника, секретаря, возможно, получая тайные поручения о сборе информации, а после возвращения из Стамбула подался в Литву, где нашёл опеку при дворе князя Слуцкого Ежи Олельковича. Несколько лет (с конца 1575 до 1579 г.) писатель провёл при дворе слуцких князей Олельковичей, и это время стало самым плодотворным во всём его творчестве. Здесь он работал с историческими материалами, которые накапливал в течение нескольких лет. Так появилось произведение Стрыйковского «О началах…», вдохновителем которого был Олелькович. Стрыйковский продолжал изучать польские хроники и русские летописи. В 1578 году он закончил первый вариант своей новой книги — «Хроники польской, литовской, жмудской и всей Руси». Главное внимание в «Хронике» уделено воссозданию истории Великого Княжества Литовского. События русской истории киевского периода выделены Стрыйковским в особый раздел. М. Стрыйковский рассказал легенду о приходе в Пруссию и Литву так называемого римского князя Палемона: «В то время один римский князь, [на]реченный Палемон, который Нерону был кровным [родичем], собрался с женой, со своими детьми, со своими подданными и со всем скарбом, а с ним было около пятисот [человек] римской шляхты, также с женами и со всеми [их людьми]… А между той шляхтой было четыре дома: первый из герба Китавраса Дорспрунг; другие из герба Колюмнов Проспер Цезарин и Урсин Юлиан (Руси Ульянус) и Гектор из герба Розы».
Типичный представитель историографии XVI—XVII веков, Стрыйковский широко пользовался народными сказаниями, которые стремился тут же увязать с Библией и высказываниями авторитетных учёных древности. Для написания книги он привлёк данные археологии, использовал большое количество устных и письменных источников польского, литовского, византийского, западноевропейского происхождения, дополнив их собственными наблюдениями. Среди этих источников находились и русские летописцы. «Хроника» Стрыйковского впервые была издана в 1582 году на польском языке в Кенигсберге и состояла из 25 книг, разделявшихся на главы.
Хронист XVI века Матей Стрыйковский был первым, кто начал привлекать древние памятники как серьёзный исторический источник и с помощью этого источника пытался объяснить некоторые не вполне ясные моменты истории (место битвы и другое). Так он исследовал Рогволодов камень, церкви и монастыри Полоцка, Друи. Разъезжая по Беларуси, изучал постройки Ольгерда и собирал сведения о тех, которые не сохранились. Исследовал Стрыйковский и Борисовы камни — огромные валуны с надписями полоцкого князя Бориса Всеславича; он посчитал необходимым дать в «Хронике» своё объяснение находке.
В 1579 году стал каноником Жемайтским по протекции епископа Мельхиора Гедройца.

## Произведения

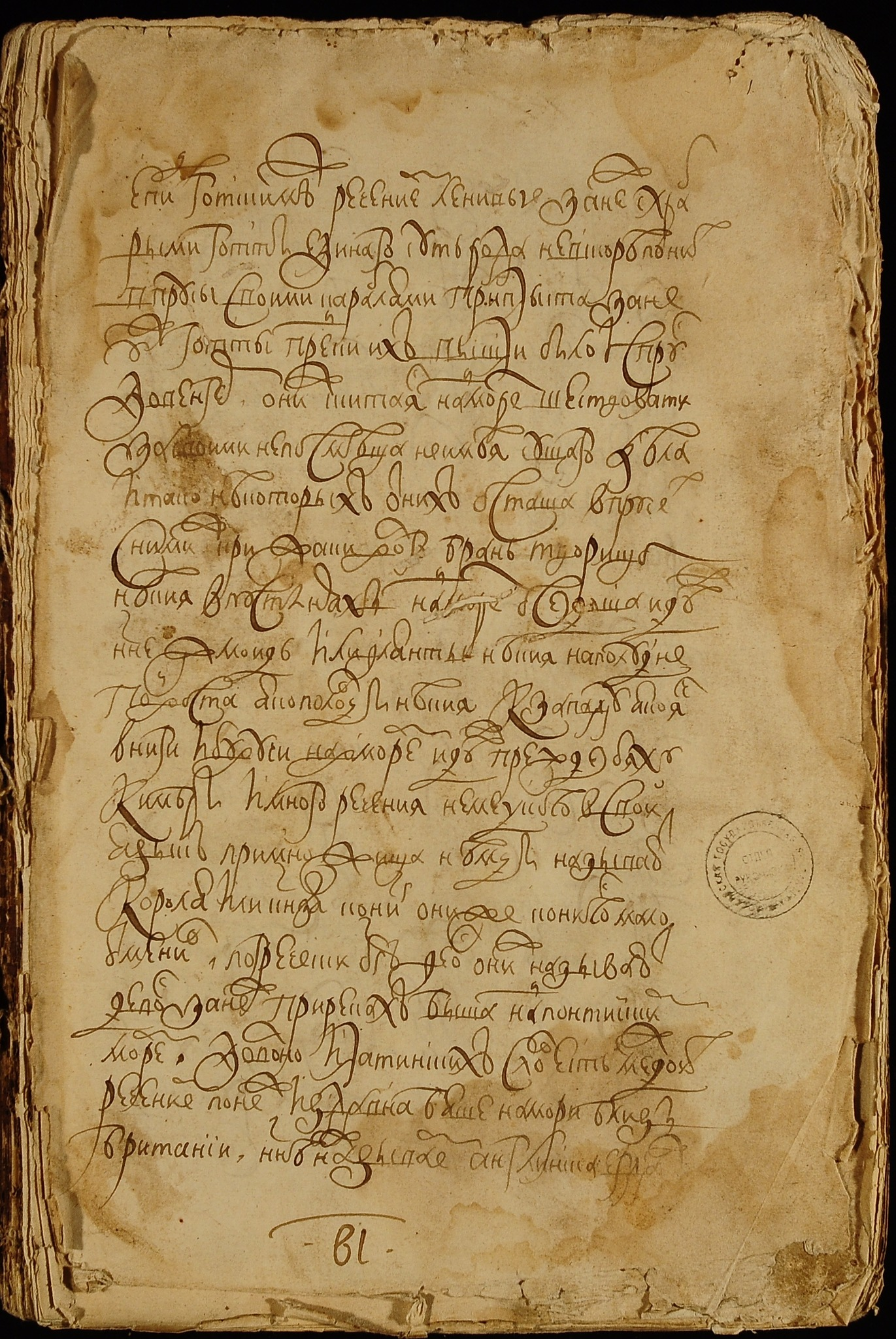
Титульный лист «Хроники…»

- «Гонец добродетели» («Goniec cnoty…»; Краков, 1574). Генеалогическая поэма, посвященная правителям Польши и Великого княжества Литовского.
- «О началах, истоках, деяниях славных рыцарских народа литовского, польского, жмудского, русского…» (пол. «O początkach… sprawach rycerskiego sławnego narodu litewskiego…»). Рукопись 1577 года; издана в 1978 году. Эпическая поэма. Описывает события в Великом княжестве Литовском.
- «Описание европейской Сарматии» (лат. «Sarmatiae Europaeae descriptio»; 1578). Издана под именем Александра Гваньини, авторство Стрыйковского было подтверждено королевским судом, но работа продолжала издаваться как труд Гваньини.
- «Хроника польская, литовская, жмойтская и всея Руси» (пол. «Kronika Polska, Litewska, Żmudzka i wszystkiej Rusi»; Кёнигсберг, 1582). Наиболее известный труд Стрыйковского, описывает события в Речи Посполитой до 1581 года. Содержит рифмованные вступления на польском языке, сочиненные Стрыйковским. Является творческой компиляцией хроник Длугоша, Меховского и других.
- Стрыйкоўскі М. Пра слаўную перамогу Літвы i Русi пад Оршай з дапамогай палякаў над 80 000 маскоўскага войска году 1514// Славянамоўная паэзія Вялікага Княства Літоўскага XVI—XVIII стст. — Мн., 2011.

### Книги
- Кавалёў С. Шматмоўная паэзія Вялікага Княства Літоўскага эпохі Рэнесансу. — Мінск: Кнігазбор, 2010. — 376 с. (бел.)
- Пыпин А. Н., Спасович В. Д. История славянских литератур. — СПб.: Тип. М. М. Стасюлевича, 1881. — Т. II. — 700 с.
- Рогов А. И. Русско-польские культурные связи в эпоху Возрождения (Стрыйковский и его Хроника) / отв. ред. М. Н. Тихомиров. — М.: Наука, 1966. — 310 с.
- Семянчук А. А. Беларуска-літоўскія летапісы і польскія хронікі. — Гродна: Гродзенскі дзяржаўны універсітэт, 2000. — 163 с. (бел.)
- Dynowska M. Obrazy z dziejów piśmiennictwa polskiego: Bielski, Górnicki, Stryjkowski, Paprocki. — Warszawa: Nakł. Gebethnera i Wolffa, 1912. — 44 s. (пол.)
- Plokhy S. The Origins of the Slavic Nations: Premodern Identities in Russia, Ukraine, and Belarus. — New York: Cambridge University Press, 2006. — 400 p. (англ.)
- Wojtkowiak Z. Maciej Stryjkowski — dziejopis Wielkiego Księstwa Litewskiego. Kalendarium życia i działalności. — Poznań: Adam Mickiewicz University Press, 1990. — 248 s. (пол.)

### Статьи
- Грыцкевіч А. Бітва пад Оршай 8 верасня 1514 года ў «Кроніцы» М.Стрыйкоўскага// Наша слова. — № 34 (573). — 4 верасня 2002 г.
- Глінскі Я. С. Канструяванне вобразу мінулага ў творах Мацея Стрыйкоўскага // Studia Historica Europae Orientalis: Исследования по истории Восточной Европы: Научный сборник. — Минск: Республиканский институт высшей школы, 2009. — Вып. 2. — С. 244—251. (бел.)
- Дзярнович О. И. Поэма Матея Стрыйковского «Битва под Улой» (1564 г.): Образный ряд и событийная конкретика // Studia Slavica et Balcanica Petropolitana. — 2010. — № 2 (8). — С. 127—134.
- Дзярновіч А.І. «Невядомы Стрыйкоўскі»: Гісторыя рукапісу паэмы «Бітва пад Улай» (1564 г.) са збораў Пушкінскага Дому ў Санкт—Пецярбурзе // Studia Historica Europae Orientalis: Исследования по истории Восточной Европы: Научный сборник. — Минск: Республиканский институт высшей школы, 2010. — Вып. 3. — С. 221—244. (бел.)
- Кавалёў С. Шматмоўнасць літаратуры Вялакага княства Літоўскага ў эпоху Рэнесансу // Cyryl i Metody w duchowym dziedzictwie słowian. — Biała Podlaska: Wydawnictwo Podlaskiej Fundacji Wspierania Talentów, 2009. — S. 253—259. (бел.)
- Карнаухов Д. В. Исторический образ Московии в польской хронографии эпохи Возрождения // Вестник Российского государственного гуманитарного университета. Серия «Культурология. Искусствоведение. Музеология». — 2008. — № 10. — С. 101—114.
- Карнаухов Д. В. Мифологема происхождения восточных славян в интерпретации польской просвещенной элиты XVI века // Вестник Евразии. — 2000. — № 3. — С. 61—78.
- Карнаухов Д. В. Польскоязычная историческая книга в интеллектуальной культуре эпохи Возрождения // Гуманитарные науки в Сибири. — 2008. — № 3. — С. 34—37.
- Карнаухов Д. В. Проблема русских летописных источников Яна Длугоша и Мачея Стрыйковского в отечественной и зарубежной историографии // Вестник Томского государственного университета. — 2011. — № 346. — С. 69—73.
- Карнаухов Д. В. Формирование исторического образа Руси в польской хронографии XV—XVI вв. (Источники и историография исследования) // История и историки: Историографический вестник. — 2005. — № 1. — С. 53—83.
- Липатов А. В. Польская литература // История литератур западных и южных славян. — М.: Индрик, 1997. — Т. I. От истоков до середины XVIII века. — С. 415—603.
- Николаев С. И., Салмина М. А. Хроника Мацея Стрыйковского // Словарь книжников и книжности Древней Руси. Вып. 3 (XVII в.). Ч. 4. Т-Я. Дополнения. — СПб.: Российская академия наук, Институт русской литературы (Пушкинский дом), 2004. — С. 215—218.
- Пташицкий С. Л. Западнорусские переводы хроник Бельского и Стрыйковского (Библиографическая заметка) // Новый сборник статей по славяноведению в честь В. И. Ламанского. — СПб., 1905. — С. 372—384.
- Савянок В. Прадмова да «Хронікі…» Мацея Стрыйкоўскага як літаратурная аўтабіяграфія // Працы кафедры гісторыі беларускае літаратуры Белдзяржуніверсітэта. — Мінск, 2004. — Вып. 5.  (бел.)
- Семянчук А. Мацей Стрыйкоўскі // Вялікае Княства Літоўскае. Энцыклапедыя у 3 т. — Мінск: БелЭн, 2005. — Т. 2: Кадэцкі корпус — Яцкевіч. — С. 638. — 788 с. — ISBN 985-11-0378-0. (бел.)
- Старостина И. П. М. Стрыйковский о язычестве древних литовцев // Восточная Европа в древности и средневековье. Язычество, христианство, церковь: Тезисы докладов. Чтения памяти В. Т. Пашуто. Москва, 20—22 февраля 1995 г. — М.: Институт российской истории РАН, 1995. — С. 79—80.
- Толочко О. П. Український переклад «Хроніки…» Мацея Стрийковського з колекції О. Лазаревського та історіографічні пам’ятки XVII століття (Український хронограф і «Синопсис») // Записки Наукового товариства імені Шевченка. — Львів, 1996. — Т. CCXXXI (231). — С. 158—181. (укр.)
- Улащик Н. Белая и Чёрная Русь в «Кронике» Матвея Стрыйковского // Імя тваё Белая Русь. — Мінск: Полымя, 1991. — С. 101—106.
- Улащик Н. Н. «Литовская и Жмойтская хроника» и её отношение к хронике Быховца и М. Стрыйковскому // Славяне и Русь. — М.: Наука, 1968. — С. 357—366.
- Ульяновський В.І., Яковенко Н. М. Український переклад хроніки Стрийковського кінця XVI — початку XVII століття // Рукописна та книжкова спадщина України. — К., 1993. — Вип. 1. — С. 5—12. (укр.)
- Dąbrowski D. Romanowicze w Kronice polskiej, litowskiej, żmudzkiej i wszystkiej Rusi Macieja Stryjkowskiego (ze szczególnym uwzględnieniem kwestii genealogicznych) // Senoji Lietuvos Literatūra. — 2006. — Kn. 22. — P. 143—183. (пол.)
- Das D.H. The Margin is the Message: Andrej Lyzlov`s Translation of Stryjkowski`s Kronika // Europa Orientalis. — 1986. — Vol. 5. — P. 345—350. (англ.)
- Karpluk M. O językowych środkach ekspresji w wierszowanych opisach bitew przez historyka Litwy i Rusi Macieja Stryjkowskiego // LingVaria. — 2010. — Rok. V. — № 2 (10). — S. 121—139. (пол.)
- Kowalow S. Maciej Stryjkowski jako poprzednik Alberta Wijuka Kojałowicza: Spojrzenie białoruskie // Senoji Lietuvos Literatūra. — 2009. — Kn. 27. — P. 215—241. (пол.)
- Radziszewska J. Maciej Stryjkowski: La Poesia e la Storia // Europa Orientalis. — 1986. — Vol. 5. — P. 147—156. (итал.)
- Semianczuk A. Maciej Stryjkowski i jego wpływy na historiografię Wielkiego Księstwa Litewskiego w XVII wieku // Senoji Lietuvos Literatūra. — 2009. — Kn. 27. — P. 243—271. (пол.)
- Watson C. Den ryska översättningen av Maciej Stryjkowskis Kronika Polska: en del av den ryska kröniketraditionen? // Slovo. — 2010. — № 51. — P. 83—93. (швед.)